# Stare Sierzputy
Stare Sierzputy [pronunciación en polaco: /ˈstarɛ ɕɛʂˈputɨ/] es un pueblo ubicado en el distrito administrativo de Gmina Łomża, dentro del Condado de Łomża, Voivodato de Podlaquia, en el norte de Polonia oriental. Se encuentra aproximadamente a 8 kilómetros al oeste de Łomża y a 81 kilómetros al oeste de la capital regional Białystok.